# 11190 Дженібел
11190 Дженібел (11190 Jennibell) — астероїд головного поясу, відкритий 14 вересня 1998 року.